# Guglielmo Luigi di Nassau-Saarbrücken
Guglielmo Luigi di Nassau-Saarbrücken (Ottweiler, 18 dicembre 1590 – Metz, 22 agosto 1640) fu conte di Saarbrücken.

## Biografia
I suoi genitori furono Luigi II di Nassau-Weilburg e la langravia Anna Maria d'Assia-Kassel (1567–1626). Suo padre aveva nel 1605 riunito tutti i possedimenti della linea di Walram del casato di Nassau.
Dopo la sua educazione a Metz dal 1609 al 1614 effettuò un Grand Tour di Francia, Paesi Bassi e Inghilterra.
Nel 1616 Guglielmo Luigi diventò co-reggente con suo padre. Suo padre morì nel 1627 ed egli diventò tutore dei suoi due fratelli più giovani, Ottone ed Ernesto Casimiro. Il 29 gennaio 1629 a Ottweiler, l'eredità fu divisa e Guglielmo Luigi ricevette la contea di Saarbrücken, la sede di Ottweiler, il baliaggio di Herbitzheim, e la comunità di Saarwellingen. Suo fratello Giovanni ricevé Idstein, Wiesbaden e Sonnenberg. Guglielmo Luigi rimase reggente di Wehen e del distretto di Burgschwalbach, i territori dei suoi due fratelli più giovani, in quanto erano ancora minorenni.
Poco dopo, il 2 marzo 1629, l'imperatore Ferdinando II emanò l'editto di Restituzione, con la quale i beni ecclesiastici che erano stati confiscati dopo 1552 con la pace di Passau fossero restituiti al suo legittimo proprietario. In base a questo editto, principi vescovi di Magonza e Treviri pretesero parti sostanziali dei beni dei fratelli Nassau. La Corte d'Appello regolò il 7 luglio 1629 una disputa tra Lorena e Nassau, che la città e la contea di Saarwerden, Bockenheim e Wieberstweiler erano feudi di Metz e dovevano quindi essere riuniti alla Lorena, e la famiglia Nassau potuto tenere il resto della loro contea. Il duca di Lorena, tuttavia, prese possesso dell'intera contea di Saarwerden e della signoria di Herbitzheim. Guglielmo Luigi ricorse in appello, e il suo appello fu riconosciuto il 27 luglio 1630 dal soprintendente Abraham Staymle a Strasburgo. Guglielmo Luigi portò il caso davanti al concilio imperiale dei principi a Ratisbona e chiese l'investitura imperiale il 23 luglio 1631 (anche se si era rifiutato di aderire alla Lega Cattolica, o di fornire truppe). Verso la fine del 1631, re Gustavo II Adolfo di Svezia ed il suo esercito arrivarono sul Reno. Guglielmo Luigi ed i suoi fratelli si unirono a lui, dichiarando quindi guerra all'imperatore. Guglielmo Luigi stesso servì come tenente colonnello nel reggimento di cavalleria del renegravio Ottone Luigi di Salm-Kyrburg-Mörchingen e combatté con loro nella Valle dell'Alto Reno.
Re Gustavo Adolfo fu ucciso il 16 novembre 1632 (6 novembre in base al calendario giuliano ancora vigente a quell'epoca in Svezia). Gli stati protestanti si incontrati quindi a Heilbronn. A quell'incontro, i tre fratelli Nassau aderirono allo schieramento svedese, che era guidata dal cancelliere Axel Oxenstierna. Il più giovane dei fratelli, il conte Ottone, morì il 26 novembre 1632 e l'11 dicembre il conte Ernesto Casimiro raggiunse la maggiore età.  I territori di Nassau furono divisi di nuovo.  Ernesto Casimiro scelse i distretti di Weilburg, Gleiberg, Merenberg e i distretti di Kirchheim e Stauf, che precedentemente erano appartenuti ad Ottone. I distretto di Usingen e la signoria di Stockheim furono divise.
Nel mese di agosto 1633, l'esercito svedese attaccò dall'Alsazia nella Contea di Saarwerden, che era ancora occupata dalla Lorena. La contea fu conquistata, ma non restituita ai Nassau. Il 5 settembre 1633, il loro rappresentante, il conte Giovanni di Nassau-Idstein, firmò un'alleanza con la Francia contro l'imperatore
Nel marzo 1634 Guglielmo Luigi era all'incontro di Francoforte, dove Oxenstierna cercò di convincere gli Elettori di Sassonia e Brandeburgo ad aderire alla lega di Heilbronn. Qui, i fratelli Nassau raggiunsero anche compromessp con i signori di Geroldseck circa i diritti di proprietà di Lahr. Il 7 giugno Guglielmo Luigi siglò l'alleanza con la Francia. I negoziati a Francoforte giunsero a una brusca fine quando l'imperatore Ferdinando II vinse la battaglia di Nördlingen il 6 settembre 1634. Poiché l'esercito imperiale del medio Reno si avvicinava, i conti portarono i loro archivi in un posto sicuro a Francoforte e poi procederono per Kirchheim. Dovettero abbandonare i loro possedimenti della riva destra del Reno.
Dopo la morte del renegravio Ottone Luigi, Guglielmo Luigi entrò al servizio del duca Bernardo di Sassonia-Weimar. Lanciarono una campagna a Wetterau e attaccarono una divisione del generale imperiale conte von Mansfeld a Michelstadt il 24 dicembre 1634.
Nel 1635, tornò a Francoforte per partecipare a una riunione degli stati protestanti e dei loro alleati. In questa riunione, fu deciso che la Svezia avrebbe trestituito Saarwerden ai Nassau. Il 23 aprile 1635 la famiglia fuggì a Bockenheim, dove le contee di Nassau-Saarbrücken e Saarwerden avrebbero dovuto essere consegnate. Tuttavia, il 30 maggio 1635 un certo numero di stati imperiali, tra cui gli elettori di Brandeburgo e Sassonia, avevano concluso la pace di Praga e i conti di Nassau furono espressamente esclusi da questo accordo. Quindi tornarono a Saarbrücken, che era difesa da Bernardo di Sassonia-Weimar. Bernardo fu sconfitto nell'agosto 1635 durante un attacco a Francoforte e dovette ritirarsi a Metz. Guglielmo Luigi ed Ernesto Casimiro si unirono a lui; Giovanni scelse di andare in esilio a Strasburgo. Tuttavia, il panico scoppiò a Saarbrücken come le truppe imperiali sotto Mattia Galasso si avvicinarono e un gran numero di persone cercò di fuggire. La famiglia del conte decise che in quella circostanza, Strasburgo era troppo lontana e non poteva essere raggiunta. Così essi seguirono il consiglio del re Luigi XIII di Francia e fuggirono verso la città imperiale libera di Metz il 16 giugno 1635.
Nel novembre 1635 il commissario imperiale Bertram von Sturm si presentò nelle terre Nassau dei tre fratelli e dichiarò che avevano perduto le loro contee e tutti i loro averi. L'imperatore diede al duca di Lorena le contee di Saarbrücken e Saarland e il baliaggio di Herbitzheim e la fortezza di Homburg sul Blies come ricompensa per i servizi resi.
Nel 1636, i fratelli tentarono di presentare una petizione all'Imperatore per un perdono imperiale con la mediazione dell'elettore di Sassonia. Questo tentativo fallì, ma fu solo nel 1637 che ai conti furono spiegate le ragioni di questa ira imperiale. Solo nel 1639 Guglielmo Luigi ed Ernesto Casimiro ricevono un permesso che permise loro di rappresentare la loro causa a Vienna in persona.
Guglielmo Luigi morì il 22 agosto 1640 a Metz e fu sepolto in una fossa comune. La sua vedova tornò con i figli a Saarbrücken nel 1643. I suoi tre figli maschi, parteciparono ad una nuova divisione dei territori Nassau il 31 marzo 1659.
Il cancelliere, Johann Andreae completò i libri genealogici di Guglielmo Luigi, un progetto cominciato da suo padre Luigi II. Alcune opere del pittore Henrich Dors da Altweilnau furono commissionati da Guglielmo Luigi.

## Matrimonio e figli
Il sposò il 25 novembre 1615 Anna Amalia di Baden-Durlach (9 luglio 1595 - 18 novembre 1651), figlia del margravio Giorgio Federico.
- Anna Giuliana (1617–1667), sposò il conte palatino Federico di Zweibrücken
- Maurizio (1618-1618)
- Crato (1621-1642) morto nella battaglia di Straelen
- Anna Amalia (1623–1695)
- Giovanni Luigi (1625–1690); ereditò Ottweiler e fondò la linea di Nassau-Ottweiler
- Elisabetta Sibilla (1626–1627)
- Maria Sibilla (1628–1699) sposò nel 1651 Augusto Filippo di Schleswig-Holstein-Sonderburg-Beck
- Giorgio Federico (1630-1630)
- Gustavo Adolfo (1632–1677); ereditò Saarbrücken
- George Frederick (1633–1635)
- Valeriano (1635–1702); ereditò Usingen e fondò la linea di Nassau-Usingen
- Carlotta (1619–1687), sposò Luigi Everardo di Leiningen-Westerburg

## Ascendenza
|                                       |                   |                                      | Genitori                          |  |  | Nonni |  |  | Bisnonni                       |  |  | Trisnonni                  |  |
|                                       |                   |                                      |                                   |  |  |       |  |  | Filippo III di Nassau-Weilburg |  |  | Luigi I di Nassau-Weilburg |  |
|                                       |                   |                                      |                                   |  |  |       |  |  | Filippo III di Nassau-Weilburg |  |  | Luigi I di Nassau-Weilburg |  |
|                                       |                   | Maria Margherita di Nassau-Wiesbaden |                                   |  |  |       |  |  | Filippo III di Nassau-Weilburg |  |  |                            |  |
| Alberto di Nassau-Weilburg            |                   |                                      |                                   |  |  |       |  |  | Filippo III di Nassau-Weilburg |  |  |                            |  |
|                                       |                   | Anna di Mansfield                    | …                                 |  |  |       |  |  |                                |  |  |                            |  |
|                                       |                   | Anna di Mansfield                    | …                                 |  |  |       |  |  |                                |  |  |                            |  |
|                                       |                   | Anna di Mansfield                    | …                                 |  |  |       |  |  |                                |  |  |                            |  |
| Luigi II di Nassau-Weilburg           |                   | Anna di Mansfield                    |                                   |  |  |       |  |  |                                |  |  |                            |  |
|                                       |                   | Guglielmo I di Nassau-Dillenburg     | Giovanni V di Nassau-Dillenburg   |  |  |       |  |  |                                |  |  |                            |  |
|                                       |                   | Guglielmo I di Nassau-Dillenburg     | Giovanni V di Nassau-Dillenburg   |  |  |       |  |  |                                |  |  |                            |  |
|                                       |                   | Guglielmo I di Nassau-Dillenburg     | Elisabetta d'Assia-Marburg        |  |  |       |  |  |                                |  |  |                            |  |
| Anna di Nassau-Dillenburg             |                   | Guglielmo I di Nassau-Dillenburg     |                                   |  |  |       |  |  |                                |  |  |                            |  |
|                                       |                   | Giuliana di Stolberg-Wernigerode     | Botho VIII di Stolberg-Werigerode |  |  |       |  |  |                                |  |  |                            |  |
|                                       |                   | Giuliana di Stolberg-Wernigerode     | Botho VIII di Stolberg-Werigerode |  |  |       |  |  |                                |  |  |                            |  |
|                                       |                   | Giuliana di Stolberg-Wernigerode     | Anna di Eppstein-Königstein       |  |  |       |  |  |                                |  |  |                            |  |
| Guglielmo Luigi di Nassau-Saarbrücken |                   | Giuliana di Stolberg-Wernigerode     |                                   |  |  |       |  |  |                                |  |  |                            |  |
|                                       | Filippo I d'Assia | Guglielmo II d'Assia                 |                                   |  |  |       |  |  |                                |  |  |                            |  |
|                                       | Filippo I d'Assia | Guglielmo II d'Assia                 |                                   |  |  |       |  |  |                                |  |  |                            |  |
|                                       | Filippo I d'Assia | Anna di Meclemburgo-Schwerin         |                                   |  |  |       |  |  |                                |  |  |                            |  |
| Guglielmo IV d'Assia-Kassel           | Filippo I d'Assia |                                      |                                   |  |  |       |  |  |                                |  |  |                            |  |
|                                       |                   | Cristina di Sassonia                 | Giorgio di Sassonia               |  |  |       |  |  |                                |  |  |                            |  |
|                                       |                   | Cristina di Sassonia                 | Giorgio di Sassonia               |  |  |       |  |  |                                |  |  |                            |  |
|                                       |                   | Cristina di Sassonia                 | Barbara Jagellona                 |  |  |       |  |  |                                |  |  |                            |  |
| Anna Maria d'Assia-Kassel             |                   | Cristina di Sassonia                 |                                   |  |  |       |  |  |                                |  |  |                            |  |
|                                       |                   | Cristoforo di Württemberg            | Ulrico di Württemberg             |  |  |       |  |  |                                |  |  |                            |  |
|                                       |                   | Cristoforo di Württemberg            | Ulrico di Württemberg             |  |  |       |  |  |                                |  |  |                            |  |
|                                       |                   | Cristoforo di Württemberg            | Sabina di Baviera                 |  |  |       |  |  |                                |  |  |                            |  |
| Sabina di Württemberg                 |                   | Cristoforo di Württemberg            |                                   |  |  |       |  |  |                                |  |  |                            |  |
|                                       |                   | Anna Maria di Brandeburgo-Ansbach    | Giorgio di Brandeburgo-Ansbach    |  |  |       |  |  |                                |  |  |                            |  |
|                                       |                   | Anna Maria di Brandeburgo-Ansbach    | Giorgio di Brandeburgo-Ansbach    |  |  |       |  |  |                                |  |  |                            |  |
|                                       |                   | Anna Maria di Brandeburgo-Ansbach    | Edvige di Münsterberg-Oels        |  |  |       |  |  |                                |  |  |                            |  |
|                                       |                   | Anna Maria di Brandeburgo-Ansbach    |                                   |  |  |       |  |  |                                |  |  |                            |  |